# Volvelle
La volvelle est une carte tournante, utilisée pour l'astronomie, la navigation et la médecine. Il s'agit d'un instrument de calcul. Elle met en forme les principes de l'astrolabe dans un livre. Au XVe siècle, Pierre Garcie dit Ferrande présente la roue pôle-homme comme volvelle fixe. Les plus connues sont celles de Pierre Apian, astronome contemporain de Galilée et des grandes découvertes marines.

Image animée de fonctionnement de la volvelle

## Étymologie
« Volvelle » tire son nom français du latin volvere qui signifie tourner.

## Fonctionnement

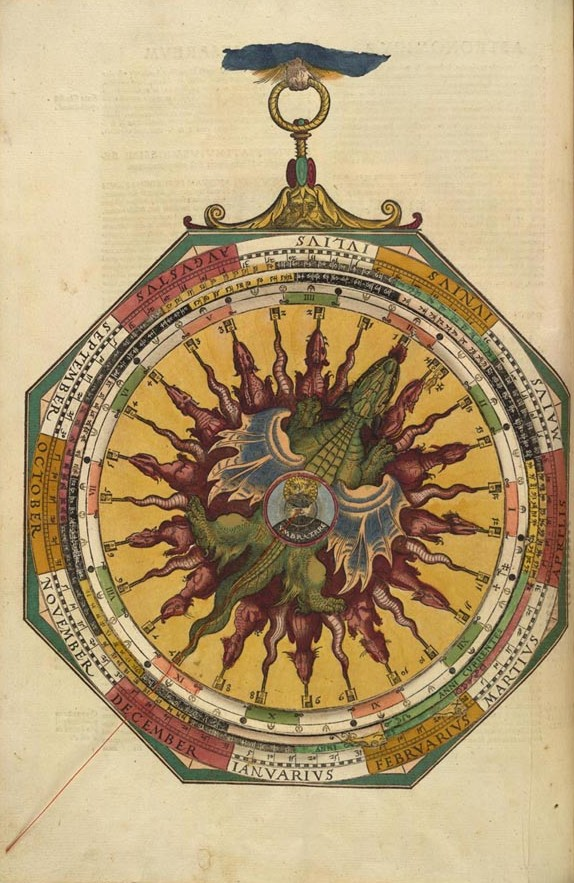
carte du XVIe siècle, de Astronomicum Caesareum de Petrus Apianus, 1540

La volvelle est constituée d'un disque fixe sur lequel on a superposé plusieurs disques mobiles pivotant les uns sur les autres. Elle sert essentiellement à simplifier les calculs d’événements cycliques (ou de combinaisons de cycles), c'est pour cela qu'elles sont souvent utilisées en astronomie de par le nombre de cycles existants dans ce domaine (comme les jours solaires, mais aussi les années…).
En évitant l’emploi de longues tables ou la résolution de calculs complexes, les volvelles se comportent comme de véritables petits calculateurs analogiques.

## Origine
On retrouve des traces de volvelles dans le monde arabo-musulman médiéval, mais leur invention date de l’Antiquité. Elles deviennent populaires en Occident après l’invention de l’imprimerie et permettent de créer des livres animés. Dans les ouvrages savants, elles permettaient, à la suite d'une courte introduction et quelques manipulations, de calculer simplement un phénomène complexe.

## Utilisation

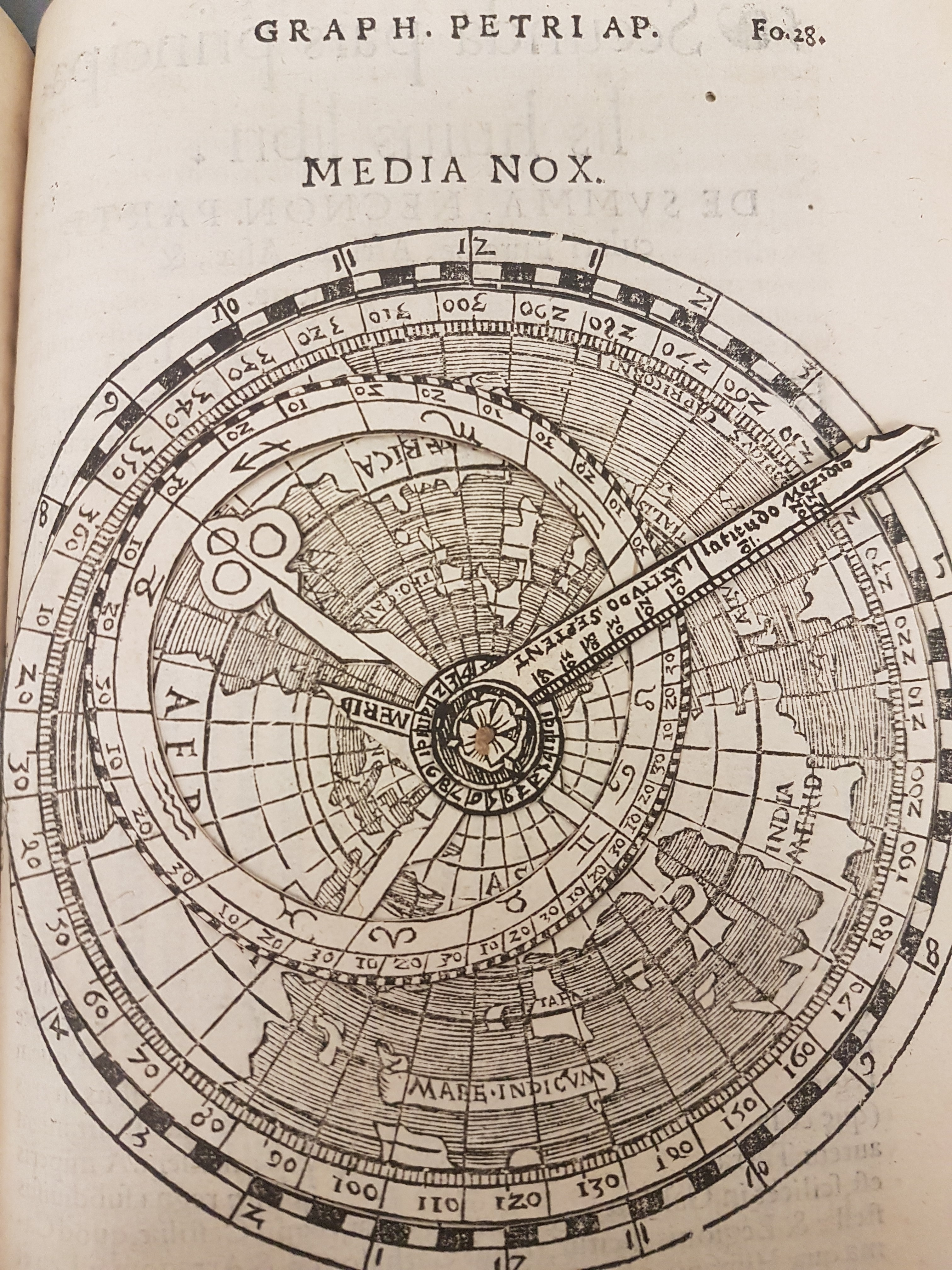
volvelle « sphère plate universelle »

Les volvelles étaient présentes dans les livres animés, ces ouvrages essentiellement scientifiques traitaient de sujets variés comme l'astronomie, la médecine, la  théologie, la cartographie…

### En astronomie
Il s'agit de l'utilisation la plus connue de la volvelle. Il en existe plusieurs formes, toutes décrites dans le traité de Pierre Apian Cosmogonie terrestre, réutilisées par la suite dans différents ouvrages astronomiques. Ainsi, pour expliciter chaque type de volvelle, nous reprendrons les termes d'Apian ci-dessous.  

#### Les volvelles calendriers
L'une des premières utilisations de la volvelle est le calcul des événements cycliques. Ce type de volvelle se base sur différents calendriers. En effet, au printemps 1582 on observe une réforme calendaire, une bulle papale introduit le calendrier grégorien. Alors que celles antérieures au XVIe siècle, sont encore basées sur le calendrier julien. Aux volvelles calendrier est souvent ajouté une correspondance avec le calendrier zodiacal. Dans son ouvrage, Pierre Apian utilise le calendrier zodiacal pour la navigation. L'avantage de ce dernier est qu'il n'observe pas de décalage dans le temps comparé au calendrier julien qui était en vigueur à l'époque. Ces volvelles sont souvent au dos des astrolabes.  
La volvelle "calendrier" de Pierre Apian est considérée par lui-même comme un instrument théorique.Pour faciliter la lecture, il suffit de tendre le fil pour lire la correspondance entre les calendriers.   

#### Les volvelles "sphère plate universelle"
Outil tout à fait nouveau au XVIe siècle, il reste toutefois difficile à appréhender. Dans le texte de Pierre Apian ce type de volvelle est appelé « singulier instrument » et se divise en quatre parties : 
- un demi-disque dessiné sur la partie fixe ;
- une roue représentant la projection orthographique méridienne des lignes astronomiques de la sphère céleste ;
- une règle d'épaisseur bien définie ;
- un triangle mobile, rectangle et isocèle appelé « trigone. » Il s'agit d'un élément fixe.

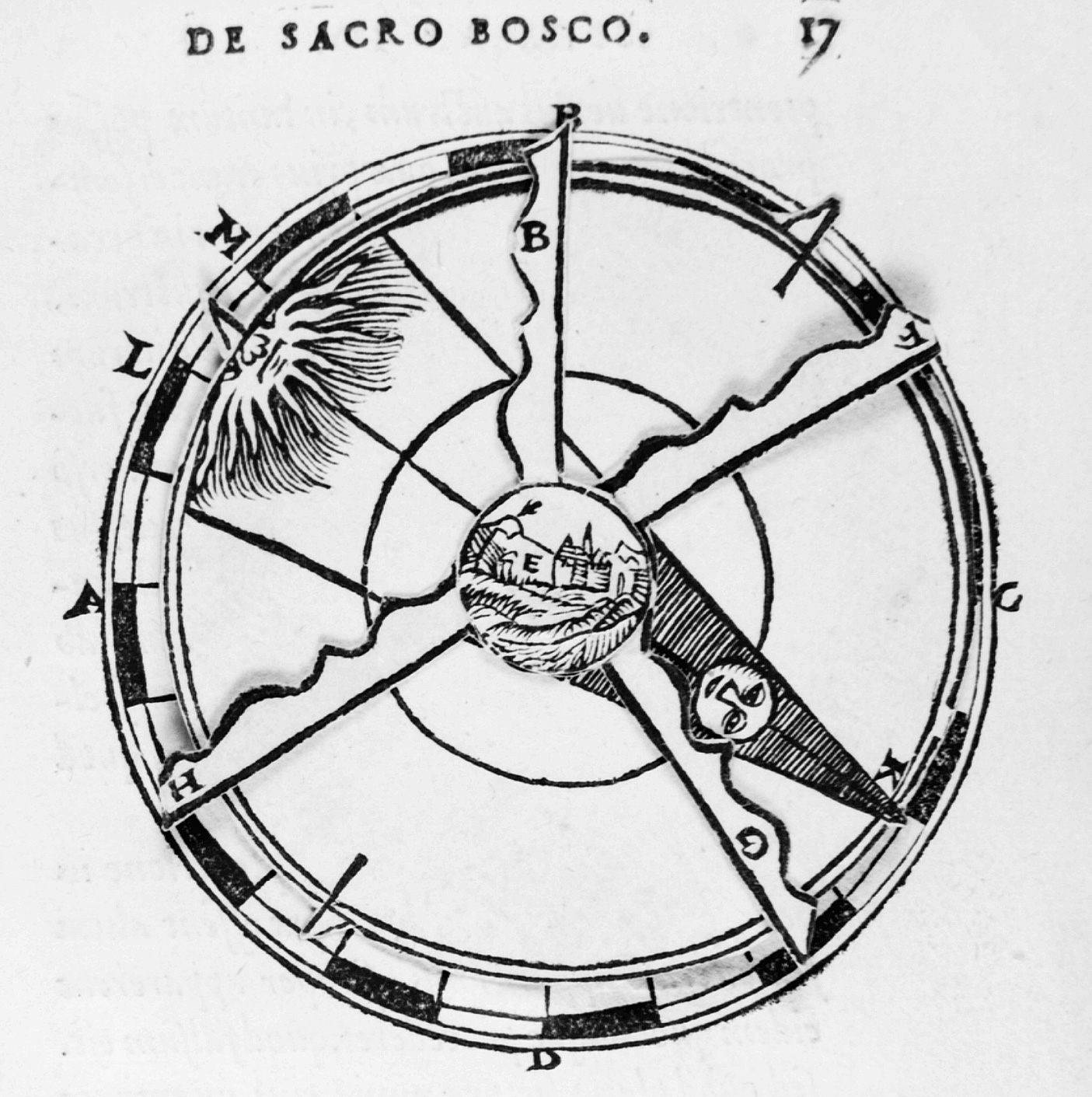
Volvelle du XVIe siècle De sphaera mundi par Joannes de Sacrobosco.

Dans Cosmographie terrestre, Pierre Apian décrit plusieurs utilisations comme calculer la hauteur du Soleil, trouver la correspondance du jour du calendrier avec les degrés zodiacaux, mais aussi déterminer l'heure de début et de fin du jour à n'importe quel lieu.

#### La volvelle "instrument de calcul latitudinal"
La volvelle était surtout utilisée pour la navigation, grâce à elle on pouvait calculer la latitude au-delà de l'équateur. Elle est constituée d'un demi-disque mobile, avec une ligne en son centre, par "extension" nommé "Zénith", et sur laquelle est dessinée un homme qui pointe le mot Zénith. Ce personnage se tient sur un disque central qui représente la terre. Les différentes parties de la volvelle s'organisent autour du "globe" terrestre. On trouve cet exemple dans les multiples éditions du discours de la sphère de Joannes de Sacrobosco. 

#### La volvelle "Miroir du Monde"

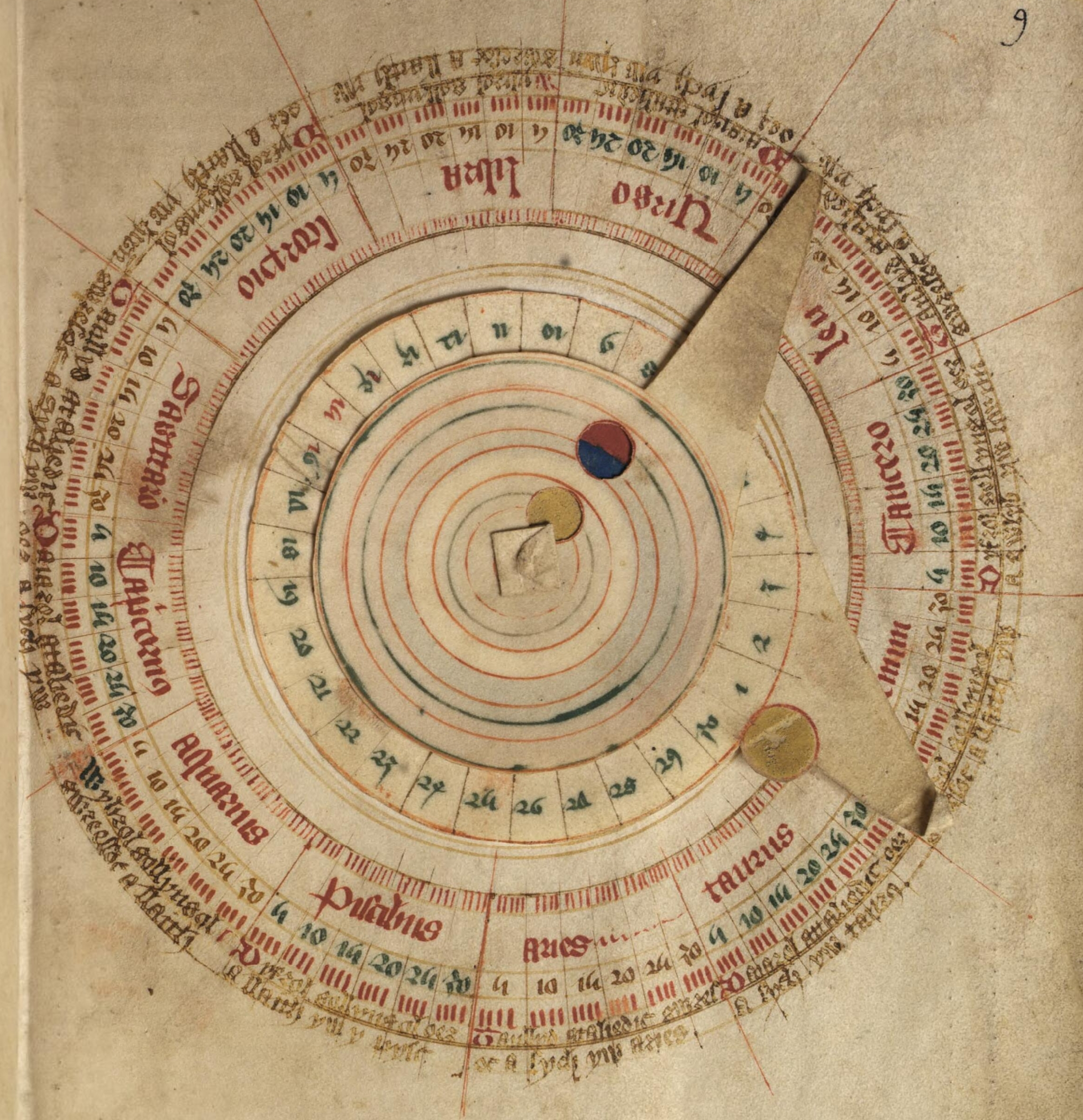
volvelle de la lune, XVe siècle

Au début du XVIe siècle, les cartes évoluent, elles sont plus précises, complétées avec les longitudes, les latitudes… L'astronomie devient une science de plus en plus importante, notamment pour la cartographie. Le "Miroir du Monde", mis au point en 1524, peut être interprété comme une volonté de Pierre Apian de simplifier le travail des pilotes-cartographes qui naviguaient sur les océans. Pour réaliser sa volvelle, Apian s'inspire de l'astrolabe planisphérique. La volvelle « Miroir du Monde » se compose d'un disque fixe et de quatre pièces mobiles, de trois roues dont une avec index et une alidade graduée.

#### La volvelle "cadran nocturne"
Pierre Apian conclut son œuvre Cosmographie terrestre, par la présentation de cet instrument. Cette volvelle est demandée par George Apian pour mesurer les œuvres de la nuit. Il s'agit d'un cadran lunaire qui permet de déterminer « l'heure solaire de la nuit. » 

### En médecine
Les médecins du Moyen Âge se sont basés sur des théories anciennes comme celle de Galien ou d’Hippocrate. Comme pour l'astronomie, on note pour les volvelles, l'utilisation du zodiaque. Ainsi, apparaissent les volvelles de type « homme zodiacal. »
Dans la croyance médiévale, les étoiles et les planètes avaient une influence sur le corps humain entre autres. Les médecins avaient avec eux des livres illustrés leur permettant de vérifier la position des étoiles avant d'effectuer un diagnostic. C'est dans cette optique qu'est utilisé l'homme zodiacal. À la fin des années 1500, les médecins étaient tenus de calculer la position de la lune avant de procéder à une action médicale. Cela suppose donc l'utilisation d'une volvelle pour calculer notamment la lunaison.   

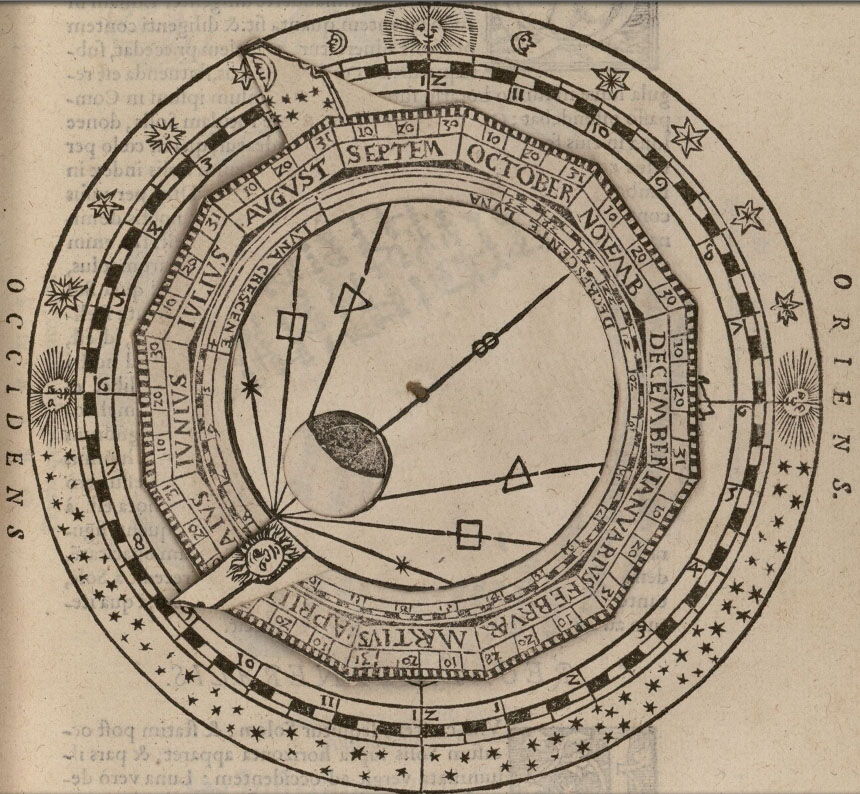
Volvelle "cadran nocturne".
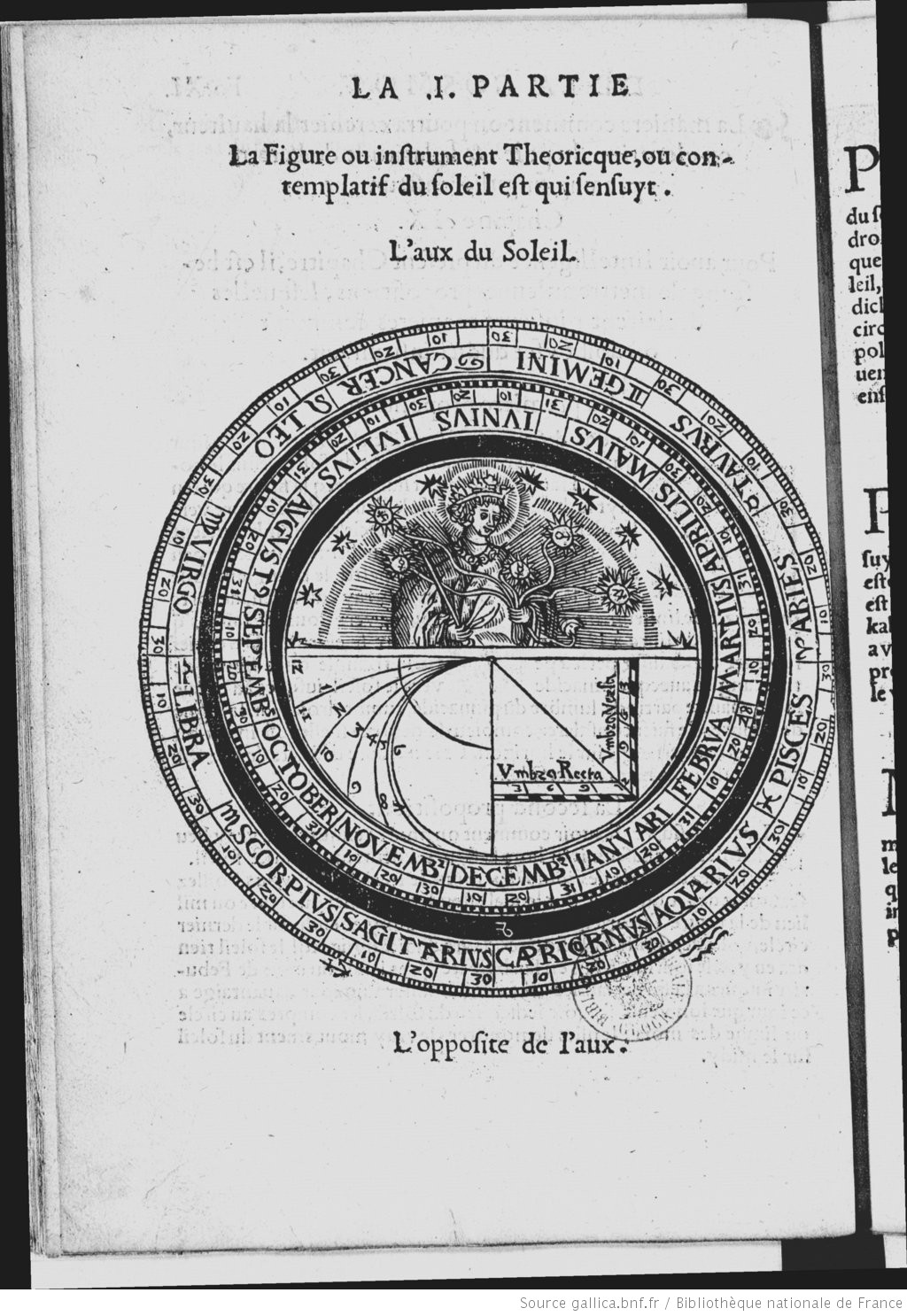
Volvelle "calendrier".

## Études
- « Tournent, tournent les volvelles », dans Élisabeth Hébert (dir.) - Ouvrage collaboratif, Instruments scientifiques à travers l'Histoire, Ellipses, 2004, p. 131-160.